# Ancien siège social de la Banque Royale
L'ancien siège social de la Banque Royale était un bâtiment situé au 221, rue Saint-Jacques à Montréal, dans le quartier historique du Vieux-Montréal. Conçu par Howard Colton Stone, il a été construit en 1907-1908. 

## Historique

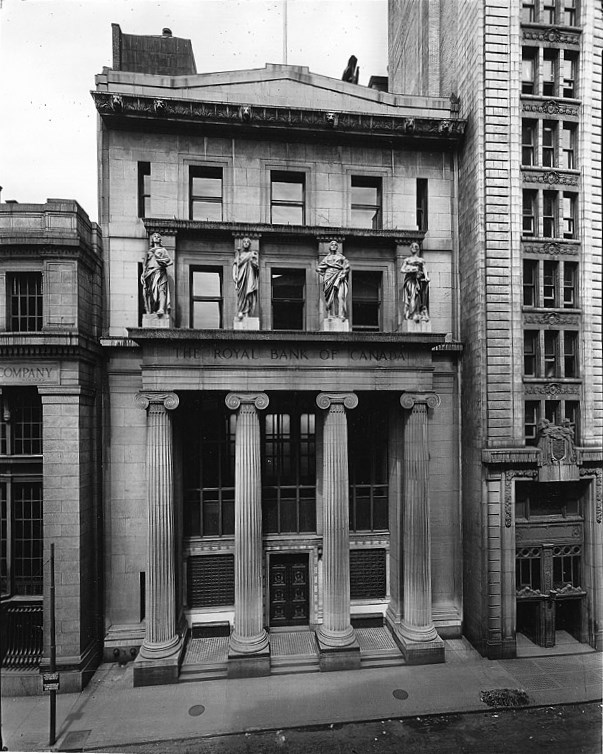
L'édifice en 1920, avec les quatre statues de Lukeman.

Ce fut le siège social pendant seulement 20 ans, jusqu'à ce que le bâtiment soit trop petit et que la Banque royale du Canada déménage dans l'Édifice de la Banque Royale au 360, rue Saint-Jacques. Le bâtiment est alors démoli en 1988 hormis la façade, désormais adossée au « Condo Bank », projet immobilier de 43 condos,.

## Statues
Le sculpteur américain Henry Augustus Lukeman (en) réalise quant à lui les quatre statues qui ornent le bâtiment. En 1999, le ministère de la Culture et des Communications octroie à ces statues le statut d'œuvres d'art reconnues. Elles sont maintenant exposées dans le hall de l'Édifice Gilles-Hocquart,.

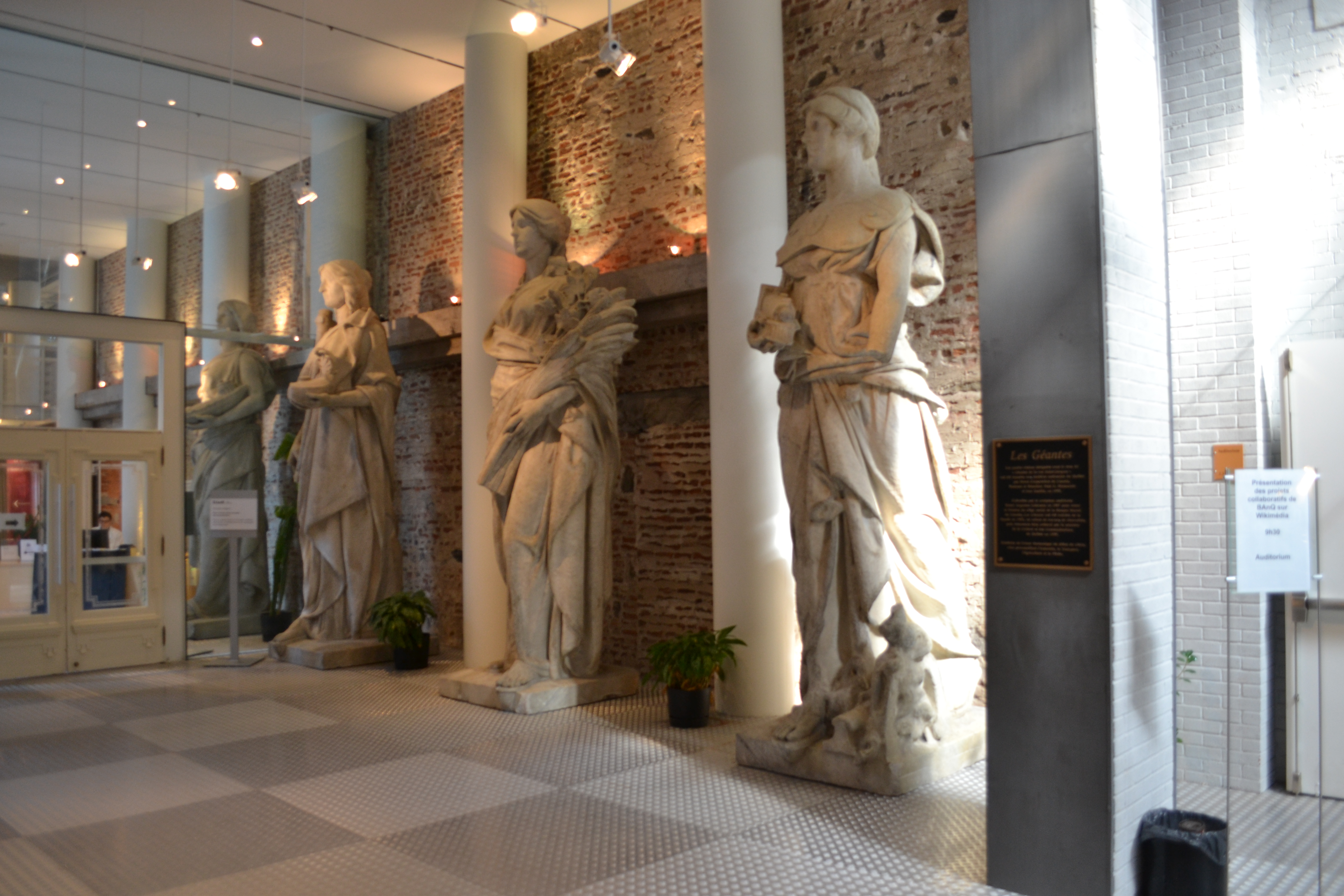
Les Géantes